# Fulakora punctulata
Fulakora punctulata (лат.) — вид примитивных муравьёв рода Fulakora из подсемейства Amblyoponinae (Formicidae), ранее включавшийся в состав родов Amblyopone и Stigmatomma. Эндемик Австралии.

## Распространение
Австралия. Типовое местонахождение: Тасмания.

## Описание
Мелкие земляные муравьи (длина тела рабочих от 3 до 3,5 мм) с длинными узкими жвалами и хорошо развитым жалом. Мезосома уже головы. Ноги короткие. Передний край клипеуса зубцевидный; петиоль очень широко прикреплён к 3-му абдоминальному сегменту и без отчётливой задней поверхности; постпетиоль отсутствует.
Голова мелко сетчатая, мандибулы мелко продольно полосатые. Грудь и петиоль густо и мелко пунктированы. Волоски жёлтые, короткие и прямые, умеренно обильные, на усиках и ногах не короче. Опушение жёлтое, очень тонкое и короткое, прижатое, умеренно обильное на всем протяжении. Голова на одну шестую часть длиннее ширины, спереди шире, чем сзади, бока очень слабо выпуклые, затылочный край прямой или слабо вогнутый, углы закруглены. Мандибулы широкие посередине, снабжены шестью-семью крепкими, латерально раздвоенными зубцами. Клипеус сильно выпуклый спереди, снабжён восемью короткими острыми зубцами. Лобные кили прямые, приблизительные, короткие. Скапус доходит до середины головы, первый членик жгутика длиннее двух последующих вместе, остальные шире, чем длиннее, до вершины, которая длиннее трёх предыдущих вместе. Глаза мелкие, три или четыре фасетки, расположены в задней трети головы. Грудь вдвое длиннее ширины. Переднеспинка равная в длину и ширину, спереди и по бокам сильно выпуклая, дорсум слабо выпуклый. Мезонотум вдвое шире длины, овальный, швы глубоко вдавлены. Эпинотум шире длины, бока выпуклые. В профиль пронотум усечённый и выпуклый спереди, слабо выпуклый сзади. Мезонотум и эпинотум прямые, пронотум прямой, под косым углом, закруглён в дорсум. Петиоль в ширину и длину, спереди и по бокам сильно выпуклый; в профиль в высоту и длину, передняя поверхность прямая, образует прямой угол с дорсом, в который закруглена; длинный широкий выступ спереди внизу направлен назад, несколько крючковидный. Постпетиолус на четверть шире длины, бока сильно выпуклые. Ноги короткие.

## Систематика
Вид был впервые описан в 1934 году австралийским мирмекологом Джоном Кларком (John S. Clark, 1885—1956, Национальный музей Мельбурна) под названием Amblyopone (Fulakora) punctulata Clark, 1934. С 2012 года вид включали в состав рода Stigmatomma (подсемейство Понерины). В 2016 году Fulakora был восстановлен из синонимии с Stigmatomma и вид получил современное название.